# 중력의 무지개

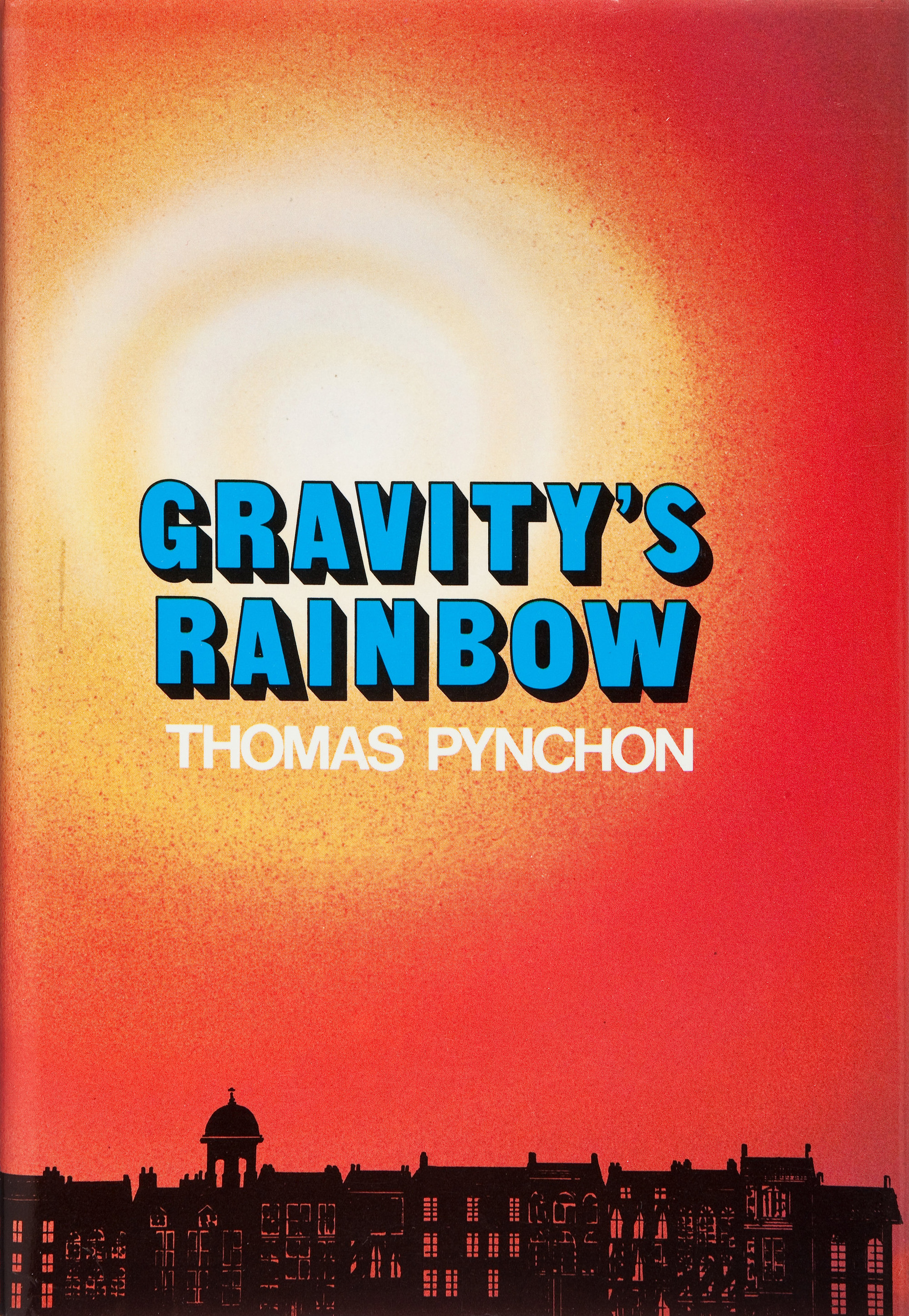

중력의 무지개(Gravity's Rainbow)는 토머스 핀천의 세 번째 장편소설이며 1973년 출간되었다. 제2차 세계 대전 말 독일의 로켓 공격을 받는 런던에서 시작하는 이 소설은 미군 중위 타이론 슬로스롭과 V2 로켓 사이의 신비로운 연관성, 그 비밀을 쫓는 국가기관과 비밀단체의 이야기를 다루고 있다.
1974년 전미도서상 픽션 수상작이다. 같은 해 퓰리처상 선정위원회에서 만장일치로 수상작으로 선정되었으나, 이사회가 "읽기 힘들고", "너무 복잡하여 따분하고", "군더더기가 많고", "외설적"이라는 이유로 거부권을 행사, 1974년 퓰리처상 픽션 부문은 수상작 없이 넘어갔다. 1973년 네뷸러상 장편소설 부문 후보이기도 하다.
2010년《타임》지가 1923년 이후 발표된 영어 소설들 가운데 선정한 '100대 소설'에 뽑혔다.

## 같이 보기
- 어린 앨버트 실험
- 메타픽션
- 포스트모던 문학